# Bombardier Recreational Products
BRP Inc. (TSX: DOO

NASDAQ: DOOO

) eller Bombardier Recreational Products Inc. er en canadisk producent af snescootere, ATV'ere, motorcykler og vandscootere. Selskabet blev etableret i 2003, som en rekreationel produktdivision til Bombardier, der blev spin-off til en gruppe investorer bestående af Bain Capital, Bombardier-Beaudoin-familien og Caisse de dépôt et placement du Québec.
BRP har produktion i: Canada, USA (Wisconsin, Illinois, North Carolina, Arkansas, Michigan og Minnesota), Mexico, Finland og Østrig.